# Musikjahr 1900
Liste der Musikjahre

◄◄ | ◄ | 1896 | 1897 | 1898 | 1899 | Musikjahr 1900 | 1901 | 1902 | 1903 | 1904 | ► | ►►

Weitere Ereignisse
Dieser Artikel behandelt das Musikjahr 1900.

## Ereignisse
- 27. Januar: In Leipzig wird nach satzungsgemäßer Auflösung der Bach-Gesellschaft die Neue Bachgesellschaft gegründet.
- 06. Februar: Im Deutschen Reich wird die Lex Heinze verabschiedet, mit der die öffentliche Darstellung „unsittlicher“ Handlungen in Kunstwerken, Literatur und Theateraufführungen zensiert wird.
- 30. Oktober: Die Wiener Symphoniker geben unter dem Namen Conzertvereinsorchester im Musikverein ihr Eröffnungskonzert unter der Leitung von Ferdinand Löwe.
- 23. Februar: Reginald Fessenden führt die erste drahtlose Sprachübertragung durch.
- Das Philadelphia Orchestra wird gegründet.
- Das Honolulu Symphony Orchestra wird gegründet.

### Instrumentalmusik
- George Enescu –
  - Impromptu, für Klavier
  - Die nächtliche Heerschau, für Bariton, Chor und Orchester
  - Streichoktett C-Dur op. 7
  - Plugar, für gemischten Chor
- Reinhold Glière – Sinfonie Nr. 1 Es-Dur op. 8
- Alexander Goedicke – Klavierkonzert
- Joseph Holbrooke – The Raven
- Augusta Holmès – Andromède, sinfonische Dichtung, Uraufführung am 14. Januar
- Max Reger – Drei Choralfantasien für Orgel op. 52
- Josef Rheinberger – Requiem in D-moll
- Josef Suk – Stücke für Violine und Klavier
- Jean Sibelius – Finlandia, sinfonische Dichtung, Uraufführung am 2. Juli

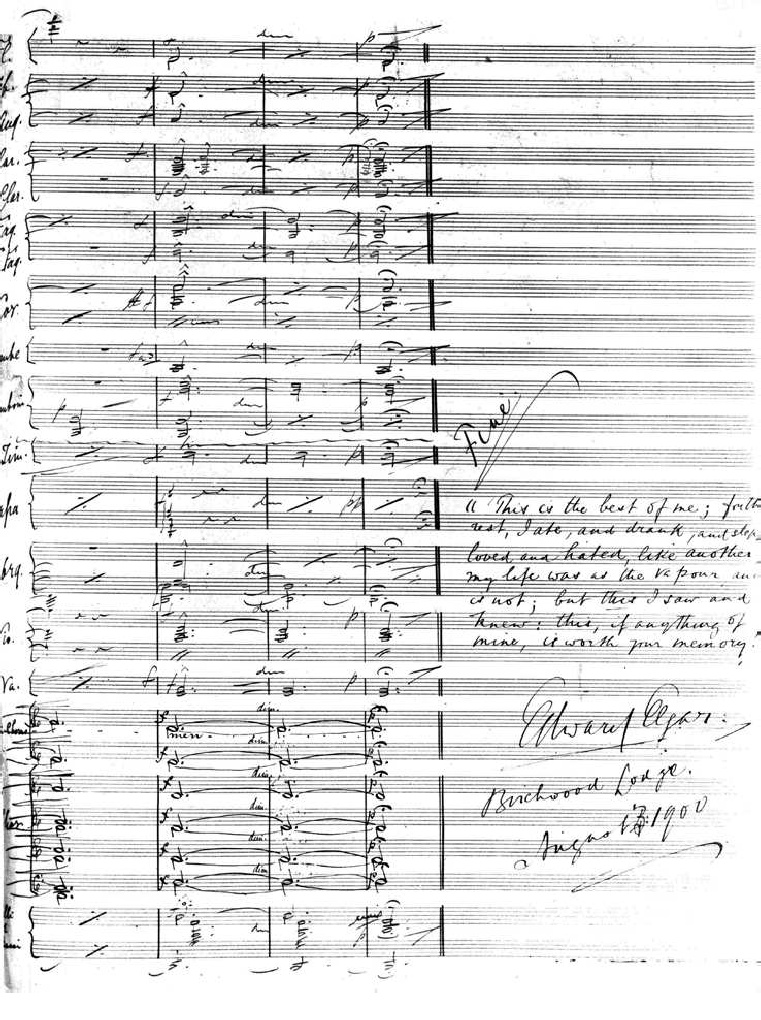
Edward Elgar – letztes Blatt der autographen Gerontius-Partitur

### Oper
- 14. Januar: Am Teatro Costanzi in Rom erfolgt unter der Leitung von Leopoldo Mugnone die Uraufführung der veristischen Oper Tosca von Giacomo Puccini. Das Libretto stammt von Giuseppe Giacosa und Luigi Illica nach dem gleichnamigen Drama von Victorien Sardou.
- 17. Januar: Die Musikalische Tragödie Kain von Eugen d’Albert hat ihre Uraufführung am Königlichen Opernhaus Berlin. Das auf dem Buch Genesis der Bibel basierende Libretto stammt von Heinrich Bulthaupt.
- 22. Januar: An der Hofoper in Wien erfolgt die Uraufführung der Märchenoper Es war einmal … von Alexander von Zemlinsky.
- 02. Februar: Die Uraufführung der veristischen Oper Louise von Gustave Charpentier findet in Paris statt.
- 13. März: In Hamburg findet die Uraufführung der Oper Das stille Dorf von Alexander von Fielitz statt.
- 27. August: Die Oper Prometheus von Gabriel Urbain Fauré wird in Béziers uraufgeführt.
- 03. Oktober: Edward Elgars Oratorium The Dream of Gerontius feiert seine Uraufführung in Birmingham.
- 03. November: Die Uraufführung der Oper Das Märchen vom Zaren Saltan (Skaska o zarje Saltanje) von Nikolai Andrejewitsch Rimski-Korsakow findet an der Solodownikow-Privatoper in Moskau statt.
- César Cui – Das Gelage während der Pest

- August Enna – Prinsessen på ærten

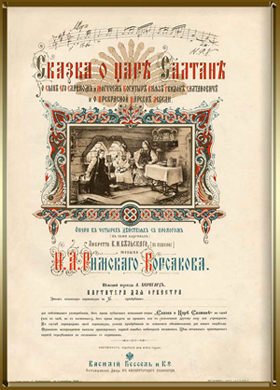
Nikolai Rimski-Korsakow – Das Märchen vom Zaren Saltan – Titelblatt der Partitur

- Michail Michailowitsch Ippolitow-Iwanow – Asya
- Ruggiero Leoncavallo – Zaza
- George Stephănescu – Cometa

### Ballett
- Das komische Ballett in zwei Akten Harlequinade von Marius Petipa zur Musik von Riccardo Drigo hat in Sankt Petersburg Uraufführung.

### Musical
- The Cadet Girl: Broadway-Produktion am Herald Square Theatre; Uraufführung am 25. Juli; Laufzeit: 48 Vorstellungen
- The Casino Girl: London Produktion am Shaftesbury Theatre; Uraufführung am 25. April
- Chris And The Wonderful Lamp: Broadway-Produktion am Victoria Theater; Uraufführung am 1. Januar; Laufzeit: 58 Vorstellungen
- Fiddle-Dee-Dee: Broadway-Produktion an der Weber and Fields' Broadway Music Hall; Uraufführung am 6. September; Laufzeit: 262 Vorstellungen
- Florodora: Broadway-Produktion am Casino Theatre Uraufführung am 10. November; Laufzeit: 505 Vorstellungen; gleichzeitige Aufführung in London’s Lyric Theatre (Uraufführung 11. November 1899) läuft das gesamte Jahr über (Abschluss im März 1901 nach 455 Vorstellungen)
- Giddy Throng: Broadway-Revue am New York Theatre; Uraufführung am 24. Dezember; Laufzeit: 164 Vorstellungen
- The Messenger Boy: London-Produktion am Gaiety Theatre; Uraufführung am 3. Februar; Laufzeit: 429 Vorstellungen
- Miss Prinnt: Broadway-Produktion am Victoria Theater; Uraufführung am 25. Dezember; Laufzeit: 211 Vorstellungen
- The Rogers Brothers In Central Park: Broadway-Produktion am Victoria Theater; Uraufführung am 17. September; Umzug in das Grand Opera House am 1. April 1901; Gesamtlaufzeit: 50 Vorstellungen
- San Toy: Broadway-Produktion am Daly’s Theatre; Uraufführung am 1. Oktober; Laufzeit: 65 Vorstellungen
- Véronique: Wien-Produktion am Theater an der Wien; Uraufführung: 10. März

### Unterhaltungsmusik

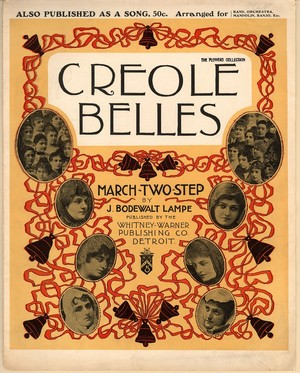
Creole Belles

- Absence Makes The Heart Grow Fonder (Longing to Be Near Your Side) – Text: Arthur Gillespie; Musik: Herbert Dillea
- A Bird in a Gilded Cage – Text: Arthur J. Lamb; Musik: Harry Von Tilzer
- The Blue and the Gray (or A Mother’s Gift to Her Country) – Text & Musik: Paul Dresser
- Bridge of Sighs – Text & Musik: James Thornton
- Calligan – Call Again! – Text & Musik: Herbert Rutter & Harry Lauder
- Calling to Her Boy Just Once Again – Text & Musik: Paul Dresser
- Creole Belles – Text: George Sidney; Musik: Jens Bodewalt Lampe
- The Duchess of Central Park – Text: J. Cheaver Goodwin; Musik: Maurice Levi
- Every Race Has a Flag but the Coon – Text & Musik: Will A. Heelan & J. Fred Helf
- Eyes of Blue – Musik: Andrew Mack
- The Fatal Rose of Red – Text & Musik: J. Fred Helf
- The Flight of the Bumble Bee – Musik: Nikolai Rimski-Korsakow
- A Flower From The Garden of Life – Text & Musik: Thurland Chattaway
- For Old Time’s Sake – Text & Musik: Charles K. Harris
- The Gladiators’ Entry – Musik: Julius Fučík
- Hail to the Spirit of Liberty – Text & Musik: John Philip Sousa
- Hunky Dory – Musik: Abe Holzmann
- I Can’t Tell Why I Love You But I Do – Text: Will D. Cobb; Musik: Gus Edwards
- I Love You, Ma Cherie – Text & Musik: Paul Rubens
- I Must Have Been A-Dreamin’ – Text & Musik: Bob Cole
- I Need The Money – Text & Musik: Raymond A. Browne
- I Won’t Be an Actor No More – Text & Musik: George M. Cohan
- In The House of Too Much Trouble – Text & Musik: Will A. Heelan & J. Fred Helf
- I’ve a Longing in My Heart for You Louise – Text & Musik: Charles K. Harris
- Just Because She Made Dem Goo-Goo Eyes – Text & Musik: John Queen & Hughie Cannon
- Lift Ev'ry Voice And Sing – Text: James Weldon Johnson; Musik: J. Rosamond Johnson
- Little Tommy Murphy – Text: Matthew Woodward; Musik: Andrew Mack
- A Love-Lorn Lily – Text: Louis Harrison & George V. Hobart; Musik: Alfred Baldwin Sloane
- Ma Blushin’ Rosie – Text: Edgar Smith; Musik: John Stromberg
- Midnight Fire-Alarm – Text & Musik: H.J. Lincoln
- My Charcoal Charmer – Text: Will D. Cobb; Musik: Gus Edwards
- My Drowsy Babe – Text: George Totten Smith; Musik: George A. Nichols
- My Sunflower Sue – Text: Walter H. Ford; Musik: John Walter Bratton
- Nothing Doing – Text: Edgar Smith; Musik: John Stromberg
- Off To Philadelphia – Text: Gordon Temple; Musik: Walter B. Haynes
- Oh! Wouldn’t That Jar You? – Text & Musik: Will D. Cobb
- The Old Flag Never Touched The Ground – Text & Musik James Weldon Johnson & J. Rosamond Johnson
- Song of the Flea – Text: Johann Wolfgang von Goethe; Musik: Modest Petrowitsch Mussorgski
- Strike Up the Band – Here Comes a Sailor – Text: Andrew B. Sterling; Musik: Charles B. Ward
- Swipesy (Cakewalk) – Musik: Scott Joplin & Arthur Marshall
- The Tale of the Kangaroo – Text: Frank Pixley; Musik: Gustave Luders
- Tell Me Pretty Maiden – Text: Owen Hall; Musik: Leslie Stuart
- That Old Sunny Window – Text & Musik: Shelley
- There Are Two Sides To A Story – Text & Musik: Will A. Heelan & J. Fred Helf
- Violets – Text: Julian Fane; Musik: Ellen Riley Wright
- Wait – Text: Charles Horwitz; Musik: Frederick W. Bowers
- When Reuben Comes to Town – Text: J. Cheever Goodwin; Musik: Maurice Levi
- When the Birds Go North Again – Text: Robert F. Roden; Musik: Max S. Witt
- When the Harvest Days Are Over, Jessie Dear – Text: Howard Graham; Musik: Harry Von Tilzer
- Who Threw the Overalls in Mrs Murphy’s Chowder? – Text & Musik: George L. Giefer
- You Never Miss the Water Till the Well Runs Dry – Text & Musik: Rowland Howard

### Musikaufnahmen
- American Patrol – Sousa’s Band
- A Bird in a Gilded Cage – Harry Macdonough
- Doan Ye Cry, Mah Honey – S. H. Dudley
- The Duchess Of Central Park – Harry Macdonough
- For Old Time’s Sake – Will F. Denny
- Just Because She Made Dem Goo-Goo Eyes – Dan W. Quinn
- Lead, Kindly Light – The Haydn Quartet
- A Love-Lorn Lily – Harry Macdonough
- Ma Blushin’ Rosie – Albert C. Campbell
- My Sunflower Sue – Arthur Collins with The Metropolitan Orchestra
- O! That We Two Were Maying – Harry Macdonough & Florence Hayward
- Strike Up the Band – Dan W. Quinn
- Tell Me Pretty Maiden – Lyric Theatre Chorus p. Paul Rubens
- When Reuben Comes To Town – Dan W. Quinn auf Victor
- When You Were Sweet Sixteen – Jere Mahoney
- Where The Sweet Magnolias Grow – The Haydn Quartet

## Musikinstrumente
- Der Sohn des Orgelbauers John Abbey, John Albert Abbey, baut eine Orgel für die Weltausstellung in Paris, die später in der Kirche Ste-Elisabeth in Versailles aufgestellt wurde.[1]

## Geboren

### Januar bis März
- 01. Januar: Xavier Cugat, spanisch-US-amerikanischer Bandleader († 1990)
- 03. Januar: Maurice Jaubert, französischer Komponist († 1940)
- 06. Januar: Pierre Octave Ferroud, französischer Komponist und Musikkritiker († 1936)
- 09. Januar: Rudolf Hindemith, deutscher Komponist († 1974)
- 09. Januar: Joseph Frederick Wagner, US-amerikanischer Komponist, Dirigent und Musikpädagoge († 1974)
- 12. Januar: Andrée Aeschlimann-Rochat, Schweizer Komponistin und Pianistin († 1990)
- 12. Januar: Harry Roy, britischer Klarinettist, Bandleader und Songwriter († 1971)
- 18. Januar: Paul Preis, deutscher Komponist, Kapellmeister, Dirigent und Theaterleiter († 1979)
- 20. Januar: Boris Semjonowitsch Schechter, russischer Komponist († 1961)
- 21. Januar: K. P. Rohnstein, deutscher Tontechniker, Synchronsprecher und Synchronregisseur († unbekannt)

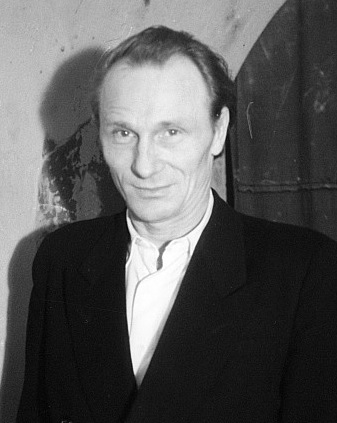
Ernst Busch; * 22. Januar

- 22. Januar: Ernst Busch, deutscher Sänger, Schauspieler und Regisseur († 1980)
- 22. Januar: Juan Tizol, US-amerikanischer Jazz-Musiker († 1984)
- 23. Januar: Sauni Iiga Kuresa, samoanischer Komponist, Dirigent und Kornettist († 1978)
- 26. Januar: Zdeněk Folprecht, tschechischer Komponist († 1961)
- 26. Januar: Karl Ristenpart, deutscher Dirigent († 1967)
- 30. Januar: Isaak Ossipowitsch Dunajewski, russischer Komponist († 1955)
- 03. Februar: Willi Niggeling, deutscher Komponist und Musiklehrer († 1973)
- 04. Februar: Rita Kurzmann-Leuchter, österreichische Pianistin und Musikpädagogin († 1942)

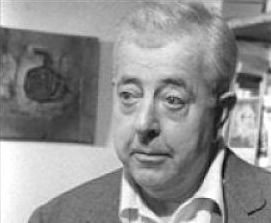
Jacques Prévert; * 4. Februar

- 04. Februar: Jacques Prévert, französischer Autor, Dichter und Chansonnier († 1977)
- 12. Februar: Pink Anderson, US-amerikanischer Blues-Musiker († 1974)
- 12. Februar: Rudolph Schmitt, deutsch-US-amerikanischer Klarinettist († 1993)
- 13. Februar: Wingy Manone, US-amerikanischer Jazzmusiker, Sänger und Bandleader († 1981)
- 17. Februar: Fritz Seemann, tschechoslowakischer Journalist und Komponist († 1942)
- 18. Februar: Nikolai Pawlowitsch Anossow, sowjetischer Dirigent, Komponist und Musikpädagoge († 1962)
- 20. Februar: Erich Steffen, deutscher Dirigent, Chorleiter und Lehrer († 1974)
- 21. Februar: Jeanne Aubert, französische Sängerin und Schauspielerin († 1988)
- 23. Februar: Elinor Remick Warren, US-amerikanische Komponistin und Pianistin († 1991)
- 27. Februar: Luiz Americano, brasilianischer Klarinettist, Saxophonist und Komponist († 1960)
- 01. März: Felix Oberborbeck, deutscher Musikpädagoge, Dirigent und Chorleiter († 1975)

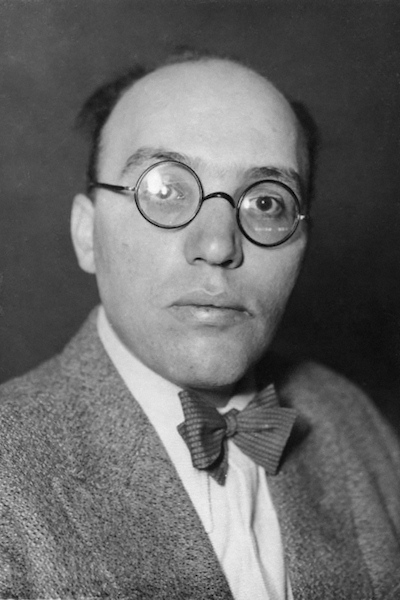
Kurt Weill; * 2. März

- 02. März: Kurt Weill, deutsch-US-amerikanischer Komponist († 1950)
- 03. März: Fritz Rotter, österreichischer Autor und Komponist († 1984)
- 06. März: Evald Aav, estnischer Sänger, Komponist und Chorleiter († 1939)
- 08. März: Ernst Kranz, deutscher Basssänger, Regisseur und Oberspielleiter der Staatskapelle Weimar († nach 1965)
- 10. März: Peter DeRose, US-amerikanischer Jazz-Komponist und Songwriter († 1953)
- 11. März: Laughing Charley Lincoln, US-amerikanischer Blues-Gitarrist und Sänger († 1963)
- 16. März: Ferdinand Thürmer, deutscher Klavierbauer, Hörfunkintendant und Versicherungskaufmann († 1981)
- 17. März: Werner Jaegerhuber, haitianischer Komponist und Musikwissenschaftler († 1953)
- 17. März: Alfred Newman, US-amerikanischer Filmkomponist und Dirigent († 1970)
- 18. März: Alfred Poell, österreichischer Kammersänger († 1968)
- 23. März: José Antonio Calcaño, venezolanischer Komponist, Musikkritiker und Diplomat († 1978)
- 26. März: Isadore Freed, US-amerikanischer Komponist († 1960)
- 28. März: Ralf von Saalfeld, deutscher Komponist († 1947)

### April bis Juni
- 05. April: Roberto Díaz, argentinischer Tangosänger und -komponist († 1961)
- 10. April: Ernst Fischer, deutscher Komponist († 1975)
- 15. April: Paula Buchner, österreichisch-deutsche Opernsängerin († 1963)
- 23. April: Henry Barraud, französischer Komponist († 1972)
- 24. April: Leon Klepper, rumänischer Komponist († 1991)
- 28. April: Germaine Cernay, französische Mezzosopranistin († 1943)
- 01. Mai: Paquita Bernardo, argentinische Tangokomponistin, Bandoneonistin und Bandleaderin († 1925)
- 07. Mai: Leon Abbey, US-amerikanischer Jazzviolinist und Bandleader († 1975)
- 08. Mai: Boris Gersman, jüdischer Musiker und Geschäftsmann aus Litauen († 1953)
- 08. Mai: Tola Mankiewiczówna, polnische Sängerin und Schauspielerin († 1985)
- 14. Mai: Walter Rehberg, Schweizer Pianist, Komponist und Autor († 1957)

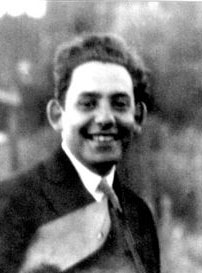
Leo Smit; * 14. Mai

- 14. Mai: Leo Smit, niederländischer Komponist und Pianist († 1943)
- 17. Mai: Nikolai Tichonowitsch Beresowski, russischer Komponist und Violinist († 1972)
- 18. Mai: Ernest Lawlars, US-amerikanischer Bluesgitarrist, Sänger und Songschreiber († 1961)
- 25. Mai: Teddy Brown, US-amerikanischer Unterhaltungskünstler und Musiker († 1946)
- 25. Mai: Angel D’Agostino, argentinischer Pianist, Arrangeur und Komponist († 1991)
- 28. Mai: Tommy Ladnier, US-amerikanischer Jazz-Trompeter († 1939)
- 03. Juni: Alex Conrad, argentinischer klassischer Pianist und Musikpädagoge († 1959)
- 15. Juni: Otto Luening, US-amerikanischer Komponist, Dirigent und Flötist († 1996)
- 15. Juni: Paul Mares, US-amerikanischer Jazz-Trompeter († 1949)
- 17. Juni: Juliette Milette, kanadische Organistin, Musikpädagogin und Komponistin († 1992)
- 17. Juni: Hermann Reutter, deutscher Komponist und Pianist († 1985)
- 19. Juni: Winfried Wolf, österreichisch-deutscher Pianist, Komponist und Musikpädagoge († 1982)

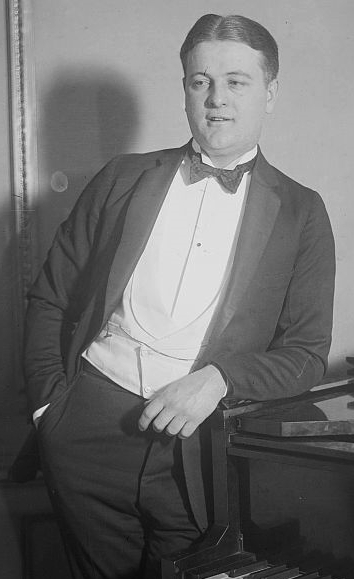
Gene Austin; * 24. Juni

- 24. Juni: Gene Austin, US-amerikanischer Sänger und Songwriter († 1972)
- 26. Juni: Richard Crooks, US-amerikanischer Sänger († 1972)
- 27. Juni: Albert Jütz, schweizerischer Volksmusiker († 1925)
- 28. Juni: Heinrich Busch, deutscher Pianist und Komponist († 1929)
- 28. Juni: Asa Martin, US-amerikanischer Old-Time-Musiker († 1979)
- 29. Juni: Friedrich Wührer, deutsch-österreichischer Pianist († 1975)

### Juli bis September
- 02. Juli: Fritz Neumeyer, deutscher Cembalist, Pianist, Musikwissenschaftler & Komponist († 1983)
- 08. Juli: George Antheil, US-amerikanischer Komponist und Pianist († 1959)
- 10. Juli: Mitchell Parish, US-amerikanischer Lieddichter († 1996)
- 12. Juli: Amadeo Roldán, kubanischer Komponist und Violinist († 1939)

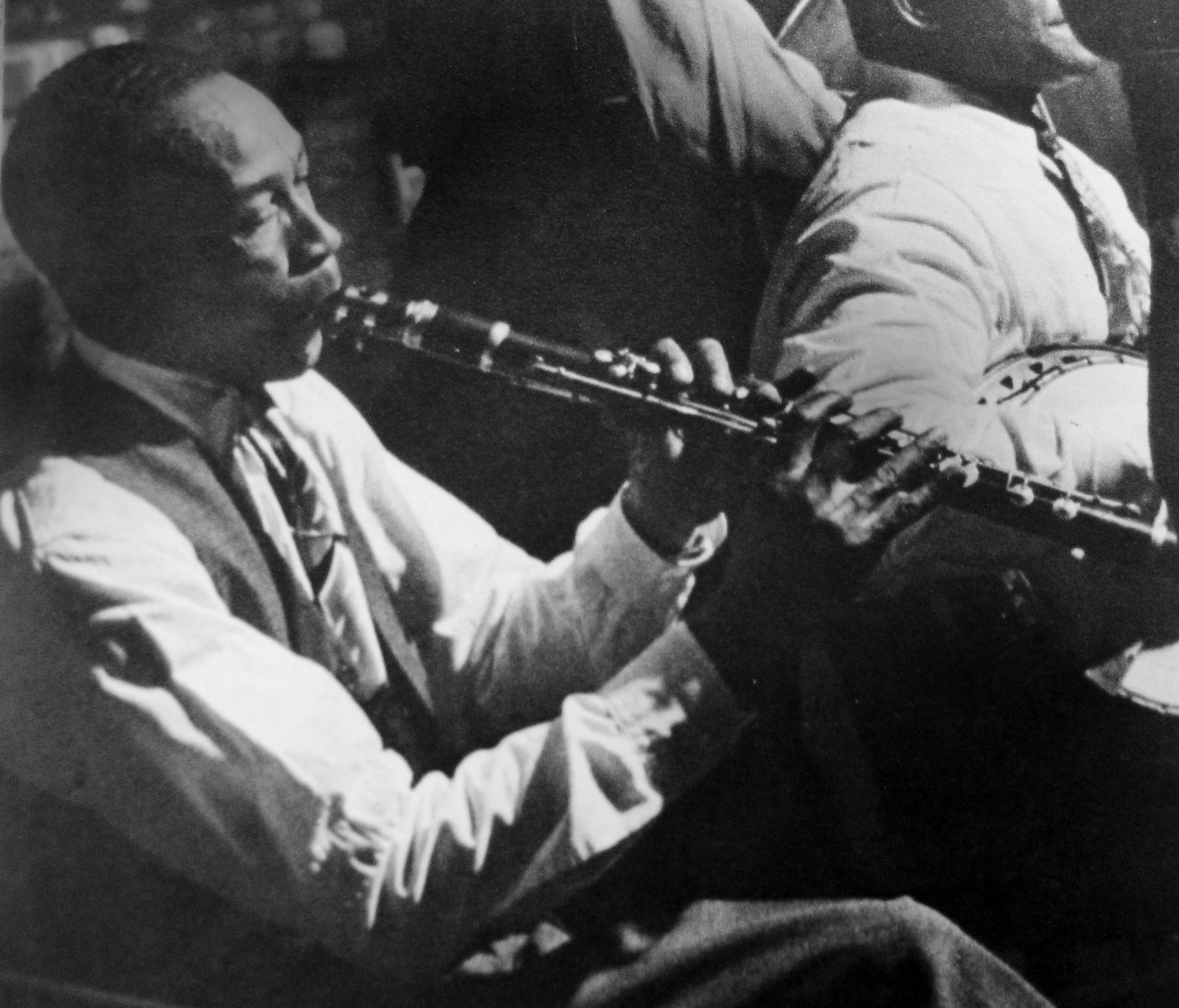
George Lewis; * 13. Juli

- 13. Juli: George Lewis, US-amerikanischer Jazz-Klarinettist († 1968)
- 13. Juli: Bessie Watson, schottische Frauenrechtlerin, Lehrerin und Dudelsackpfeiferin († 1992)
- 15. Juli: Gustav Remec, jugoslawischer Fußballspieler und Sänger († 1972)
- 18. Juli: Herbert Hennies, deutscher Schauspieler, Schriftsteller, Liedtexter und Hörspielsprecher († 1979)
- 26. Juli: Karl Berbuer, deutscher Komponist und Sänger († 1977)
- 27. Juli: Hans Haug, schweizerischer Komponist († 1967)
- 29. Juli: Don Redman, US-amerikanischer Jazz-Musiker, Arrangeur und Komponist († 1964)
- 02. August: Marinus Adam, niederländischer Klarinettist, Geiger, Dirigent und Komponist († 1977)
- 02. August: Helen Morgan, US-amerikanische Jazz-Sängerin und Schauspielerin († 1941)
- 05. August: Frank Luther, US-amerikanischer Old-Time-Musiker († 1980)
- 06. August: Willie Brown, US-amerikanischer Blues-Gitarrist und Sänger († 1952)
- 08. August: Lucky Millinder, US-amerikanischer R&B- und Swing-Bandleader und Sänger († 1966)
- 08. August: Victor Young, US-amerikanischer Violinist, Komponist und Bandleader († 1956)
- 11. August: Alexander Wassiljewitsch Mossolow, russischer Komponist († 1973)
- 20. August: Rita Montaner, kubanische Sängerin und Schauspielerin († 1958)
- 21. August: Harold Fred Rutland, britischer Musikkritiker, Musikschriftsteller, Pianist und Komponist († 1977)
- 22. August: Váša Příhoda, tschechischer Violinist († 1960)
- 23. August: Frances Adaskin, kanadische Pianistin († 2001)
- 23. August: Ernst Krenek, US-amerikanischer Komponist österreichischer Herkunft († 1991)
- 01. September: Kazimierz Wiłkomirski, polnischer Cellist, Dirigent, Komponist und Musikpädagoge († 1995)
- 02. September: Wilhelm Strienz, deutscher Bass-Sänger († 1987)
- 03. September: Eduard van Beinum, niederländischer Dirigent († 1959)
- 07. September: Joan Cross, britische Sopranistin († 1993)
- 12. September: Texas Alexander, US-amerikanischer Blues-Sänger († 1954)
- 22. September: Michelangelo Abbado, italienischer Violinist, Dirigent und Musikpädagoge († 1979)
- 22. September: Gerhard Nestler, deutscher Musikpädagoge und Komponist († 1983)
- 23. September: Karl Wilhelm Drechsler, deutscher Komponist und Pianist († 1961)
- 26. September: Minos Dounias, griechischer Musikwissenschaftler und Hochschullehrer († 1962)
- 26. September: Alfons Dressel, deutscher Dirigent († 1955)
- 27. September: Julio Alberto Hernández, dominikanischer Komponist und Pianist († 1999)

### Oktober bis Dezember
- 01. Oktober: Isaías Sávio, brasilianischer Gitarrist, Musikpädagoge und Komponist († 1977)
- 08. Oktober: Zeno Vancea, rumänischer Komponist und Musikwissenschaftler († 1990)
- 09. Oktober: Elmer Snowden, US-amerikanischer Banjospieler, Bandleader und Musikunternehmer († 1973)
- 12. Oktober: Anny Roth-Dalbert, Schweizer Komponistin, Dirigentin und Pianistin († 2004)
- 14. Oktober: Leonora Corona, US-amerikanische Sängerin († nach 1950)
- 17. Oktober: Teodoro Valcárcel, peruanischer Komponist († 1942)
- 19. Oktober: Erna Berger, deutsche Koloratursopranistin († 1990)
- 24. Oktober: Karl Ottó Runólfsson, isländischer Komponist, Dirigent und Trompeter († 1970)
- 25. Oktober: Hans Klotz, deutscher Kirchenmusiker und Organologe († 1987)
- 29. Oktober: Stanley Chapple, britischer Dirigent und Musikpädagoge († 1987)
- 04. November: Isabelle Delorme, kanadische Musikpädagogin und Komponistin († 1991)

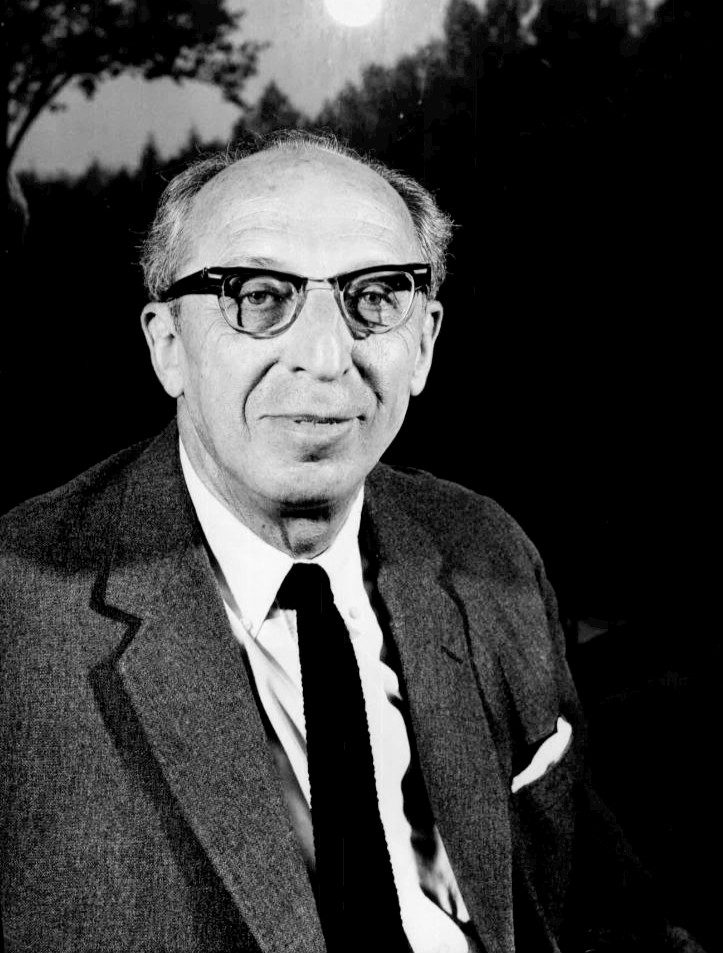
Aaron Copland; * 14. November

- 14. November: Aaron Copland, US-amerikanischer Komponist († 1990)
- 18. November: Don Hartman, US-amerikanischer Drehbuchautor, Filmregisseur und Komponist († 1958)
- 25. November: Karl Dechert, deutscher Violoncellist († 1962)
- 25. November: Arthur Schwartz, US-amerikanischer Komponist († 1984)
- 27. November: Léon Barzin, US-amerikanischer Komponist belgischer Herkunft († 1999)
- 27. November: Robert Blum, schweizerischer Komponist († 1994)
- 30. November: Fritz Morel, Schweizer Organist, Komponist, Musikpädagoge und Autor († 1973)
- 07. Dezember: Stepan Njaga, moldawischer Komponist († 1951)
- 13. Dezember: Arthur Herzog Jr., US-amerikanischer Komponist († 1983)

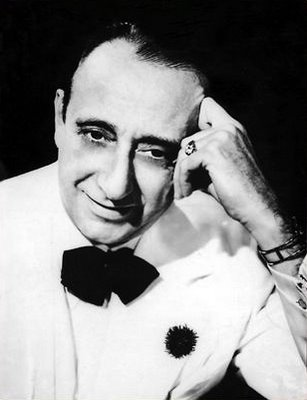
Juan D’Arienzo; * 14. Dezember

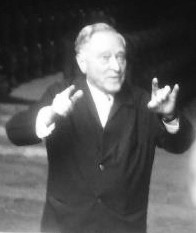
Walter Kiefner; * 15. Dezember

- 14. Dezember: Juan d'Arienzo, argentinischer Violinist, Arrangeur, Bandleader und Komponist († 1976)
- 14. Dezember: Bojan Ikonomow, bulgarischer Komponist († 1973)
- 15. Dezember: Walter Kiefner, deutscher Kirchenmusiker und Kirchenmusikdirektor († 1982)
- 17. Dezember: Lucijan Marija Škerjanc, jugoslawischer Komponist, Pianist und Dirigent († 1973)
- 20. Dezember: Ted Fiorito, US-amerikanischer Jazzpianist und Komponist († 1971)
- 25. Dezember: Al Trace, US-amerikanischer Musiker († 1993)
- 26. Dezember: Rezső Feleki, ungarischer Opernsänger, Kantor und Gesangslehrer († 1981)
- 26. Dezember: Lucien Gagnier, kanadischer Flötist († 1956)
- 28. Dezember: Károly Garaguly, ungarischer Violinist und Dirigent († 1984)

### Genaues Geburtsdatum unbekannt
- Pál Ábel, ungarischer Komponist und Dirigent und Gründer des Abel-Quartetts († 1958)
- Floyd Casey, US-amerikanischer Jazzmusiker († 1967)
- Rahimuddin Dagar, indischer Sänger († 1975)
- Ilse Fitz, Schauspielerin, Hörspielsprecherin und Opernsängerin († 1963)
- Tony Hollins, US-amerikanischer Bluessänger, Gitarrist und Songwriter († um 1959)
- Lil Johnson, US-amerikanische Bluessängerin († unbekannt)
- Dora With, österreichische Opernsängerin († 1965)

### Geboren vor 1900
- Pancracio Loureiro d’Abbadia, brasilianischer Musiker († nach 1922)
- Charles Abbate, US-amerikanischer Musiker und Songwriter († nach 1920)
- Jadwiga Ablamowicz, polnische Komponistin († nach 1905)

### Geboren um 1900
- Dawud Pirnia, iranischer Jurist, Musikwissenschaftler und Radioprogrammgestalter († 1971)
- Blanche Talmud, US-amerikanische Tänzerin, Choreographin und Tanzpädagogin († um 1990)

## Gestorben

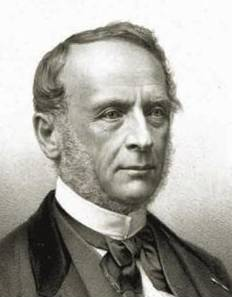
Johann Peter Emilius Hartmann; † 10. März

- 11. Januar: Carl Eduard Schubert, deutscher Orgelbauer (* 1830)
- 15. Januar: Fritz Plank, deutscher Opernsänger (* 1848)
- 22. Januar: David Edward Hughes, britisch-US-amerikanischer Erfinder und Musiker (* 1831)
- 03. Februar: Ottokar Nováček, slowakischer Violinist und Komponist (* 1866)
- 04. Februar: Battison Haynes, britischer Organist, Pianist und Komponist (* 1859)
- 26. Februar: Leopold Grützmacher, deutscher Cellist und Komponist (* 1835)
- 01. März: Eduard Helsted, dänischer Violinist, Komponist und Musikpädagoge (* 1816)
- 06. März: Carl Bechstein, deutscher Klavierbauer (* 1826)
- 10. März: Karl Doppler, ungarischer Komponist (* 1825)
- 10. März: Johann Peter Emilius Hartmann, dänischer Komponist (* 1805)

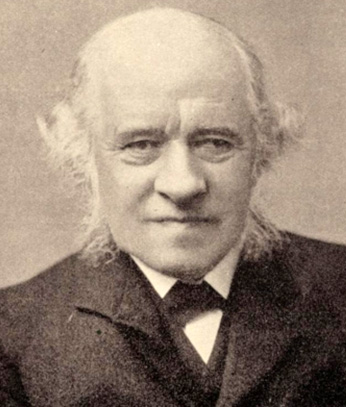
George Grove; † 28. Mai

- 13. März: Jan Ondříček, tschechischer Kapellmeister, Geiger und Musikpädagoge (* 1832)
- 19. März: John Böie, deutscher Geiger, Komponist und Dirigent (* 1822)
- 19. März: Charles-Louis Hanon, französischer Pianist und Komponist (* 1819)
- 18. Mai: Henry Jones, britischer Orgelbauer (* 1822)
- 28. Mai: Louis Deffès, französischer Komponist und Musikpädagoge (* 1819)
- 28. Mai: George Grove, britischer Schriftsteller; Herausgeber des Grove Dictionary of Music and Musicians (* 1820)
- 13. Juni: Claudius Blanc, französischer Komponist (* 1854)
- 21. Juni: Polibio Fumagalli, italienischer Komponist, Organist und Pianist (* 1830)
- 27. Juni: Mary Krebs-Brenning, deutsche Pianistin (* 1851)

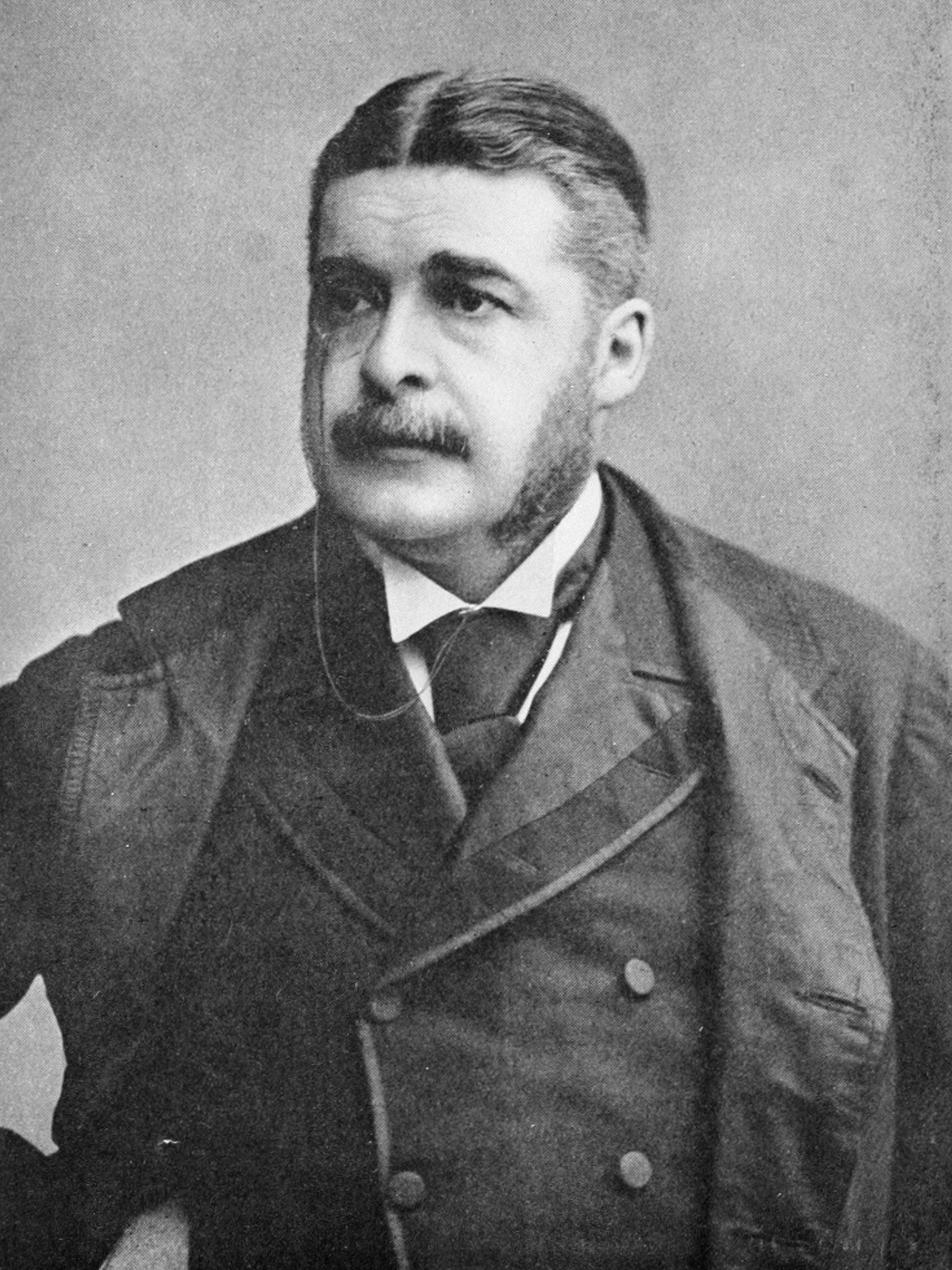
Sir Arthur Sullivan; † 22. November

- 11. August: Franz Betz, deutscher Bassbariton (* 1835)
- 13. September: Clemens Schultze, deutscher Hofpianist und Komponist (* 1839)
- 09. Oktober: Heinrich von Herzogenberg, österreichischer Komponist und Dirigent (* 1843)
- 15. Oktober: Zdeněk Fibich, böhmischer Komponist (* 1850)
- 07. November: Joseph Schalk, österreichischer Pianist, Dirigent und Musikwissenschaftler (* 1843)
- 17. November: Heinrich Porges, österreichisch-deutscher Chorleiter und Musikkritiker (* 1837)
- 22. November: Sir Arthur Sullivan, britischer Komponist, Musikwissenschaftler, Organist und Dirigent (* 1842)
- 07. Dezember: Georg Schmitt, deutscher Komponist (* 1821)
- 08. Dezember: Max Abraham, deutscher Musikverleger (* 1831)
- 23. Dezember: John Harold Abram, britischer Pianist, Organist, Dirigent und Komponist (* 1877)